# Le Chesne (Ardenne)
Le Chesne è un ex comune francese di 1 043 abitanti situato nel dipartimento delle Ardenne nella regione del Grand Est. Il 1º gennaio 2016 fu accorpato al nuovo comune di Bairon et ses environs insieme ai comuni Louvergny e Les Alleux.

## Società

### Evoluzione demografica
Abitanti censiti